# كفر شنوان
كفر شنوان إحدى قرى مركز شبين الكوم التابع لمحافظة المنوفية بجمهورية مصر العربية.

## السكان
بلغ عدد سكان كفر شنوان 6,633 نسمة، حسب الإحصاء الرسمي لعام 2006.